# Peel en Maas
Peel en Maas (limburguès Pieël en Maas) és un municipi de la província de Limburg, al sud-est dels Països Baixos. Fou creat l'u de gener de 2010 de la fusió dels antics municipis de Helden, Kessel, Maasbree i Meijel.

## Consistori
| Partits                | Regidors |
| ---------------------- | -------- |
| CDA                    | 12       |
| PvdA/GroenLinks        | 4        |
| VVD                    | 2        |
| Lokaal Helden          | 3        |
| Lokaal Kessel          | 2        |
| Lokaal Maasbree-Baarlo | 2        |
| Lokaal Meijel          | 1        |
| Fractie Craenmehr      | 1        |